# Halsring
| Halsring |
| --- |
| En kayan-kvinna från Thailand med halsringar. - Betydelse – ring-smycke som bärs kring halsen - Bakgrund – bronsåldern - Användning – prydnad, symbol, maktsymbol i rollspel (se halsband (BDSM) |

Halsring är ett ring-smycke som bärs kring halsen. Till skillnad från halsband är halsringar oftast i ett stycke. Smycket har använts, och används, i många kulturer jorden runt och blev vanliga som kroppsprydnad och accessoarer under bronsåldern. 

## Historiska exempel

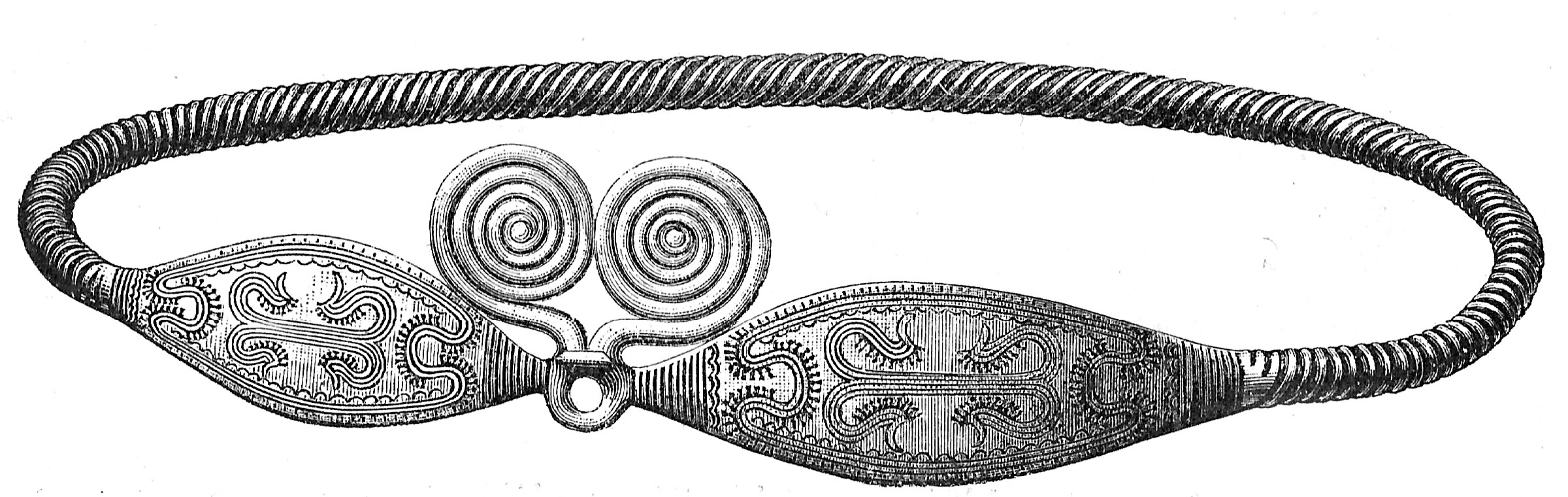
Halsring av brons från yngre bronsåldern, funnen i Värmland

### Bakgrund
Historiskt sett blev halsringar populära i Skandinavien först under äldre bronsålder, då halsringar av brons, guld och andra dyrbara metaller kunde fungera som en statusmarkering. Brons som utvunnits i området kring Alperna började nu exporteras i form av halsringar till bland annat södra Skandinavien. Halsringar av brons finns både som släta eller räfflade. De tidiga modellerna från äldre bronsåldern har ofta avsmalnande ändar, medan de senare typerna från yngre bronsåldern avslutas med ornerade plattor, vars trådformade ändar som rullats upp i spiraler. Till de mest praktfulla guldhalsringarna som hittats i Sverige hör Havorringen från Gotland och ringen från Vittene i Västergötland (båda från omkring år 1) samt tre folkvandringstida guldhalskragar.
I den keltiska kulturen var halsringar (se vidare torques) betydelsefulla föremål och accessoarer för medlemmar av båda könen. Bruket var även utbrett inom andra europeiska kulturer under järnåldern.
I svensk skrift förekommer ordet halsring sedan 1538.

### Utomeuropeiska kulturer
Under 1900-talet var halsring som fenomen mest förknippat med utomeuropeiska kulturer och deras "naturfolk".
I vissa kulturer i Asien och i Afrika används ett flertal ringar för att visa på status och för att förlänga halsen. Det mest kända exemplet på denna användning kommer från Kayan-folket i Thailand. Nbedele-folkets kvinnor i Afrika använder sig av halsringar för att markera giftermål.

### Modern tid, BDSM
Halsringar har i modern tid återigen spridit sig inom den västerländska smyckekulturen, bland annat bland ungdomar och unga kvinnor. Den har blivit vanlig, parallellt med den så kallade chokern (se även collier), ett halsband som bärs högt och snävt på halsen.

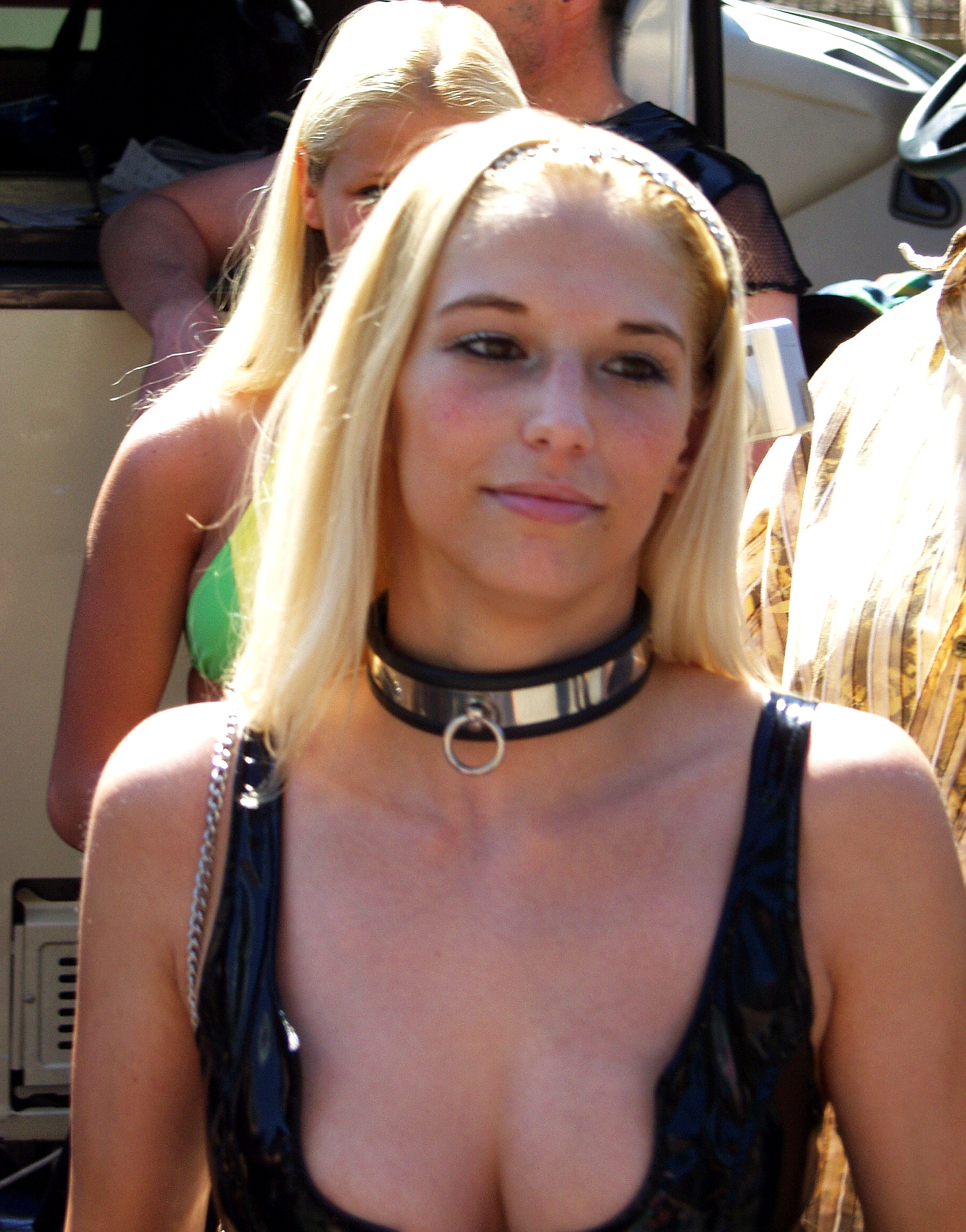
Kvinna med BDSM-halsring av metall, i Köln 2006.

En särskild form av halsring är den som kan användas inom BDSM-kulturen. Den – se vidare halsband (BDSM) – kan utformas som en metallring eller ett läderhalsband och syftar till att påminna deltagarna i en BDSM-lek om deras respektive roller och maktpositioner. Den har en symbolisk relation till ägarskap och kan i sin utformning associera till hundhalsband, boskapsklave eller halskedja/halsring hos en slav.